# Gabala flavimargo
Gabala flavimargo är en fjärilsart som beskrevs av W. Warren 1916. Gabala flavimargo ingår i släktet Gabala och familjen trågspinnare. Inga underarter finns listade i Catalogue of Life.